# Lijst van Stolpersteine in Maasdriel

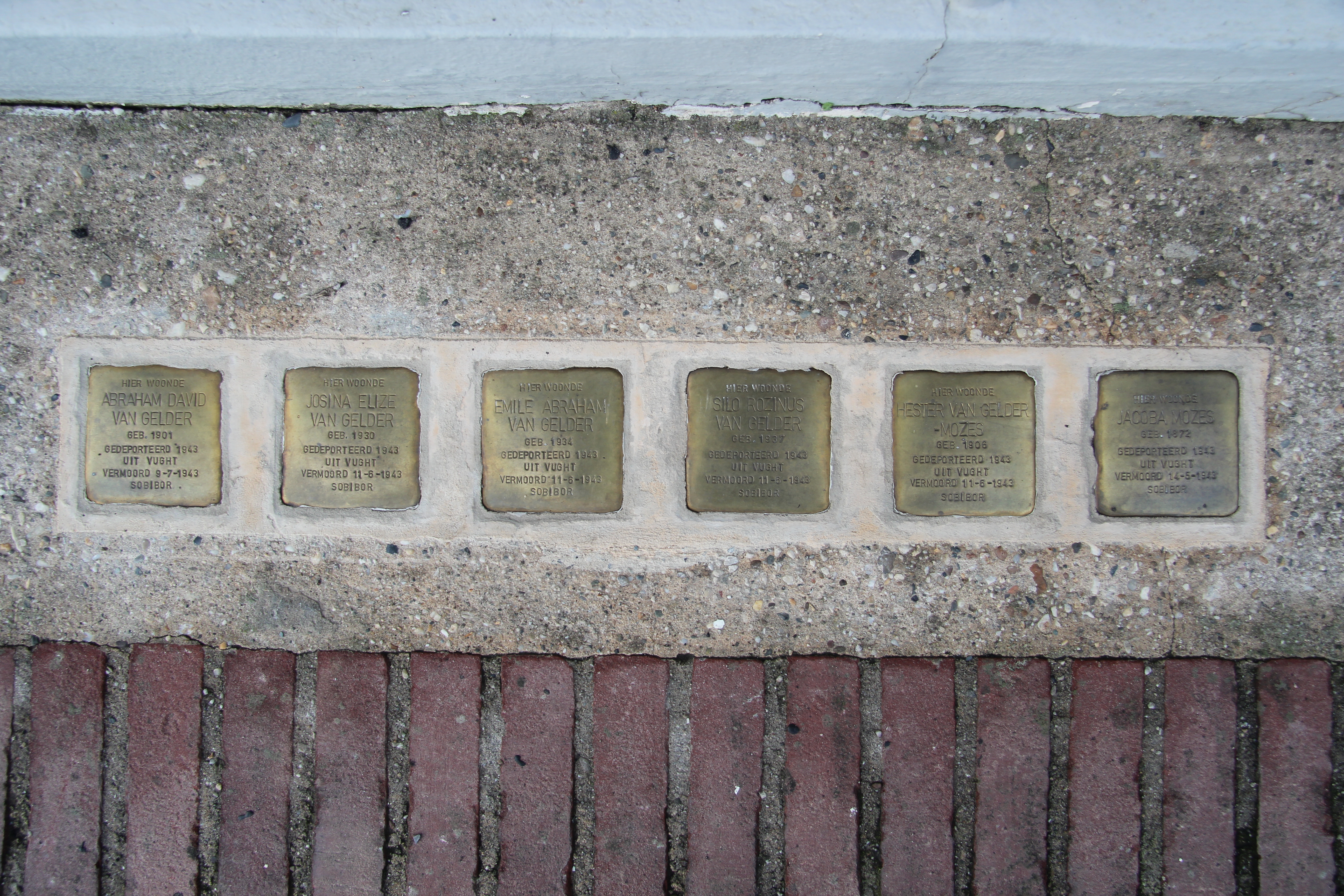
Stolpersteine voor familie Van Gelder, Rossum

De lijst van Stolpersteine in Maasdriel geeft een overzicht van de gedenkstenen die in de gemeente Maasdriel in de Nederlandse provincie Gelderland zijn geplaatst in het kader van het Stolpersteine-project van de Duitse beeldhouwer-kunstenaar Gunter Demnig.

## Stolpersteine
In de gemeente Maasdriel liggen negen Stolpersteine in het dorp Rossum. Omdat het Stolpersteine-project doorloopt, kan deze lijst onvolledig zijn.

### Rossum
In Rossum liggen negen Stolpersteine op drie adressen.
| Afbeelding | Inscriptie | Adres                      | Herdachte persoon                        |
| ---------- | --- | -------------------------- | ---------------------------------------- |
|            | HIER WOONDE ABRAHAM DAVID VAN GELDER GEB. 1901 GEDEPORTEERD 1943 UIT VUGHT VERMOORD 9-7-1943 SOBIBOR          | Maasdijk 70 Kaart (OSM)    | Abraham David van Gelder (1901–1943)     |
|            | HIER WOONDE EMILE ABRAHAM VAN GELDER GEB. 1934 GEDEPORTEERD 1943 UIT VUGHT VERMOORD 11-6-1943 SOBIBOR         | Maasdijk 70 Kaart (OSM)    | Emile Abraham van Gelder (1934–1943)     |
|            | HIER WOONDE JOSINA ELIZE VAN GELDER GEB. 1930 GEDEPORTEERD 1943 UIT VUGHT VERMOORD 11-6-1943 SOBIBOR          | Maasdijk 70 Kaart (OSM)    | Josina Elize van Gelder (1930–1943)      |
|            | HIER WOONDE SILO ROZINUS VAN GELDER GEB. 1937 GEDEPORTEERD 1943 UIT VUGHT VERMOORD 11-6-1943 SOBIBOR          | Maasdijk 70 Kaart (OSM)    | Silo Rozinus van Gelder (1937–1943)      |
|            | HIER WOONDE HESTER VAN GELDER -MOZES GEB. 1906 GEDEPORTEERD 1943 UIT VUGHT VERMOORD 11-6-1943 SOBIBOR         | Maasdijk 70 Kaart (OSM)    | Hester van Gelder-Mozes (1906–1943)      |
|            | HIER WOONDE JACOBA MOZES GEB. 1872 GEDEPORTEERD 1943 UIT VUGHT VERMOORD 14-5-1943 SOBIBOR                     | Maasdijk 70 Kaart (OSM)    | Jacoba Mozes (1872–1943)                 |
|            | HIER WOONDE LOUIS STRANDERS GEB. 1879 GEDEPORTEERD 9-4-1943 UIT VUGHT VERMOORD 14-5-1943 SOBIBOR              | Koningstraat 9 Kaart (OSM) | Louis Stranders (1879–1943)              |
|            | HIER WOONDE MARGARETHA CARLA STRANDERS GEB. 1938 GEDEPORTEERD 1943 VUGHT VERMOORD 21.5.1943 SOBIBOR           | Koningstraat 8 Kaart (OSM) | Margaretha Carla Stranders (1938–1943)   |
|            | HIER WOONDE MARGARETHA STRANDERS-HENDRIX GEB. 1877 GEDEPORTEERD 9-4-1943 UIT VUGHT VERMOORD 14-5-1943 SOBIBOR | Koningstraat 9 Kaart (OSM) | Margaretha Stranders-Hendrix (1877–1943) |

## Data van plaatsingen
- 9 april 2014: Rossum, negen Stolpersteine aan Koningstraat 8 en 9, Maasdijk 70